# Parasarus atacamensis
Parasarus atacamensis là một loài Hymenoptera trong họ Andrenidae. Loài này được Ruz mô tả khoa học năm 1993.